# Karoo Hoogland Local Municipality
Karoo Hoogland (englisch Karoo Hoogland Local Municipality) ist eine Lokalgemeinde im Distrikt Namakwa der südafrikanischen Provinz Nordkap. Der Sitz der Gemeindeverwaltung befindet sich in Williston. Bürgermeisterin ist Veruschska C. Wentzel.
Der Gemeindename setzt sich zusammen aus dem Khoi-Wort für hart/trocken und dem Afrikaans-Wort für Hochland. Das aride Gebiet liegt auf einer Höhe von 1000 bis 1200 Meter über dem Meeresspiegel.

## Städte und Orte
- Fraserburg
- Sutherland
- Williston

## Bevölkerung
Im Jahr 2011 hatte die Gemeinde 12.588 Einwohner. Davon waren 78,9 % Coloured, 14,6 % weiß und 5,5 % schwarz. Gesprochen wurde zu 90,2 % Afrikaans, zu 1,2 % Englisch und zu 0,8 % isiXhosa.